# William Herald
William Herald (Australia, 28 de abril de 1900-13 de febrero de 1976) fue un nadador australiano especializado en pruebas de estilo libre, donde consiguió ser subcampeón olímpico en 1920 en los 4x200 metros.

## Carrera deportiva
En los Juegos Olímpicos de Amberes 1920 ganó la medalla de plata en los relevos de 4x200 metros estilo libre, con un tiempo 10:25.4 segundos), tras Estados Unidos y por delante de Reino Unido (bronce); sus compañeros de equipo fueron los nadadores: Frank Beaurepaire, Henry Hay y Ivan Stedman.